# Lomtjärnen (Våmhus socken, Dalarna)
Lomtjärnen är en sjö i Mora kommun i Dalarna och ingår i Dalälvens huvudavrinningsområde.